# Жданов, Ефим Афанасьевич
Ефи́м Афана́сьевич Жда́нов (1912—1949) — старший лейтенант Советской Армии, участник Великой Отечественной войны, Герой Советского Союза (1943).

## Биография
Ефим Жданов родился 7 января 1912 года в посёлке Колпашево Кетской волости Томского уезда (ныне — город в Томской области). Получил начальное образование.
В 1934—1937 годах проходил службу в Рабоче-крестьянской Красной Армии. В январе 1942 года Жданов повторно был призван в армию. С марта 1943 года — на фронтах Великой Отечественной войны. К сентябрю 1943 года гвардии лейтенант Ефим Жданов командовал взводом пешей разведки 267-го гвардейского стрелкового полка 89-й гвардейской стрелковой дивизии 37-й армии Степного фронта. Отличился во время битвы за Днепр.
29 сентября 1943 года Жданов с передовой группой переправился через Днепр в районе села Келеберда Кременчугского района Полтавской области Украинской ССР и принял активное участие в захвате плацдарма на его западном берегу. Захватив несколько артиллерийских орудий и пулемётов, группа успешно отбила несколько немецких контратак, подбив танк, подавив четыре пулемётных точки и уничтожив около двух взводов немецкой пехоты.
Указом Президиума Верховного Совета СССР от 20 декабря 1943 года за «образцовое выполнение боевых заданий командования на фронте борьбы с немецкими захватчиками и проявленные при этом мужество и героизм» гвардии лейтенант Ефим Жданов был удостоен высокого звания Героя Советского Союза с вручением ордена Ленина и медали «Золотая Звезда» за номером 1451.
В 1947 году в звании гвардии старшего лейтенанта Ефим Жданов был уволен в запас. Вернулся в Колпашево, работал на электростанции. Утонул при исполнении служебных обязанностей 30 июля 1949 года.
Был также награждён орденом Отечественной войны 1-й степени и рядом медалей.
В честь Жданова названа улица и установлен бюст в Колпашево.